# Goniochaeta
Goniochaeta är ett släkte av tvåvingar. Goniochaeta ingår i familjen parasitflugor.
Kladogram enligt Catalogue of Life:
| Goniochaeta | \| \| Goniochaeta fuscibasis \| \| \| \| \| \| Goniochaeta plagioides \| \| \| \| |
|             | \| \| Goniochaeta fuscibasis \| \| \| \| \| \| Goniochaeta plagioides \| \| \| \| |
|             | Goniochaeta fuscibasis                                                            |
|             |                                                                                   |
|             | Goniochaeta plagioides                                                            |
|             |                                                                                   |